# Lazarat
Lazarat (albanska določna oblika Lazarati) je vas v pokrajini Gjirokastër v južni Albaniji.
Naselje je javnosti postalo znano kot "evropska prestolnica kanabisa" zaradi množične proizvodnje te droge, katere vrednost je po nekaterih ocenah znašala skoraj polovico državnega BDP. Leta 2014 je albanska vlada z več dni trajajočo policijsko akcijo uspela uničiti tamkajšnjo proizvodnjo droge.

## Lega
Lazarat leži na zahodnem bregu reke Drino na pobočju gore Mali i Gjerë, okoli dva kilometra od obrobja zgodovinskega mesta Gjirokastër in okoli 30 kilometrov od meje z Grčijo.

## Zgodovina
Vas je bila verjetno ustanovljena v 16. stoletju in naj bi kasneje postala kolonija gobavcev. Po drugi svetovni vojni je komunistična oblast v Lazarat deportirala neželene družine, kar je v vasi pripomoglo k stvaritvi odnosa, kritičnega do režima.
Nekdanja občina Lazarat, h kateri je poleg istoimenske vasi spadala tudi sosednja vas Kordhocë, je po reformi leta 2015 postala del občine Gjirokastër.

## Prebivalstvo
Prebivalci so večinoma muslimani, med katerimi je veliko bektašev. Po štetju leta 2011 je v Lazaratu in Kordhoci živel 2801 prebivalec. Lazarat je edina podeželska občina v južni Albaniji, v kateri število prebivalcev po letu 1991 ni upadlo.

## Kanabis
Lazarat je dolgo veljal za središče proizvodnje marihuane v Albaniji. Proizvodnja se je razmahnila v 1990. letih in botrovala skokoviti rasti življenjskega standarda v kraju; z gojenjem konoplje naj bi se ukvarjalo 90 odstotkov njegovih prebivalcev. Posamezni poskusi oblasti, da bi prevzele nadzor nad vasjo, so vsakokrat naleteli na oborožen odpor. Italijanska finančna straža (Guardia di Finanza) je leta 2013 iz zraka raziskala območje in poročala o preko 300 hektarih površine, namenjene gojenju konoplje, proizvodnja pa naj bi letno znašala okoli 1000 ton kanabisa, vrednega 4,5 milijarde evrov.
Po policijskih poskusih prevzema nadzora so krajevni aktivisti sestavili seznam zahtev za albansko vlado, ki bi med drugim Lazaratu podelila avtonomijo ter dovolila proizvodnjo in promet z marihuano znotraj občinskih meja. Vlada je zahteve zavrnila.
16. junija 2014 je albanska policija napadla Lazarat z namenom uničiti proizvodnjo droge in obnoviti državni nadzor. Policija je obkolila vas in se spopadla s kriminalnimi tolpami in prebivalci, oboroženimi z mitraljezi, protitankovskimi raketami in granatami. V akciji je sodelovalo okoli 900 policistov, vključno s pripadniki posebnih enot RENEA (Oddelek za nevtralizacijo oboroženih elementov) in FNSH (Hitre intervencijske sile). Policija je v nekaj dni trajajoči raciji zažgala velike količine droge in izruvala konopljo. Uničenih naj bi bilo preko 650 000 rastlin, 279 ljudi pa je bilo aretiranih. Tudi po policijski akciji je prišlo do nekaterih novih incidentov, od katerih je najbolj odmeval uboj pripadnika RENEA Ibrahima Bashe, ki je bil junija 2015 ustreljen pri izvajanju nadzora na obrobju vasi.
Po zavzetju Lazarata se je proizvodnja droge deloma preselila v nenaseljene, teže dostopne gorate predele države.